# طواف العالم للدراجات للسيدات 2017

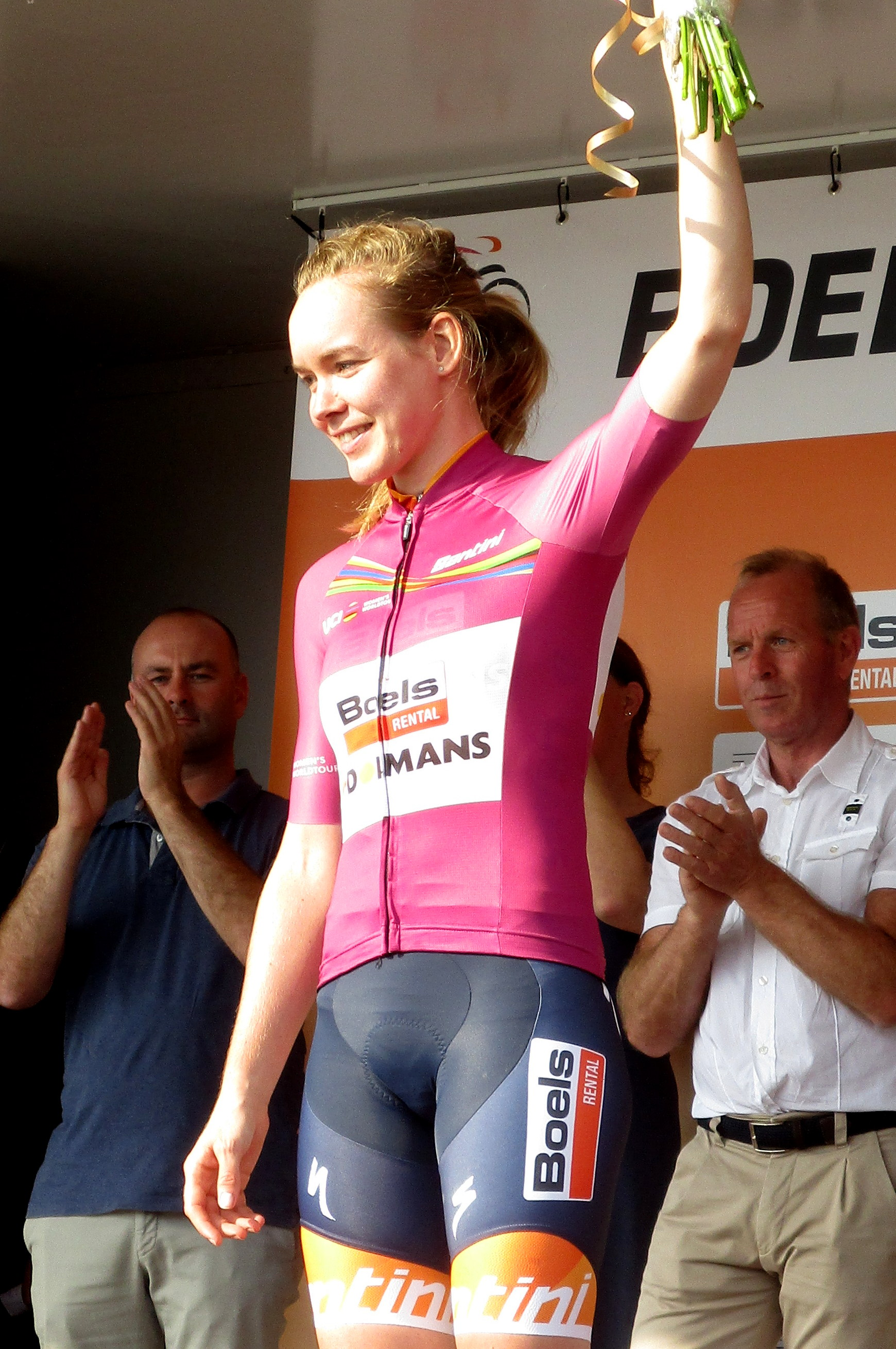

طواف العالم للدراجات للسيدات 2017 (بالإنجليزية: 2017 UCI Women's World Tour) هو سباق دراجات هوائية، وهو الموسم الثاني من السباق، وأقيم خلال الفترة 04 مارس 2017 وحتى 10 سبتمبر 2017.
.

## الفرق
| فرق سيدات محترفة (43)- يو أي أيه تيم ‏ - Aromitalia 3T Vaiano ‏ - أيه آر مونكس برو سيكلينج للسيدات ‏ - بيبينك ‏ - بيزكايا دورانجو 2017 ‏ - إس دي وركس ‏ - BTC City Ljubljana ‏ - كانيون–إس آر إيه إم ‏ - Équipe Paule Ka ‏ - China Liv Pro Cycling ‏ - Colavita–HelloFresh ‏ - Cylance Pro Cycling (women's team) ‏ - دروبز 2017 ‏ - FDJ–Suez ‏ - Giusfredi–Bianchi ‏ - Hagens Berman–Supermint ‏ - هايتك بوردكتس 2017 ‏ - لاريس واوودلز للسيدات 2017 ‏ - Lensworld–Kuota ‏ - لوينتيك 2017 ‏ - Minsk Cycling Club (women's team) ‏ - Liv AlUla Jayco ‏ - باركهوتل فالكنبورغ-ديستيل 2017 ‏ - رالي سايكلنج للسيدات 2017 ‏ - S.C. Michela Fanini Rox ‏ - ساس-ماكوجيب 2017 ‏ - Servetto–Makhymo–Beltrami TSA ‏ - Virginia's Blue Ridge–TWENTY24 ‏ - Experza–Footlogix Ladies Cycling Team ‏ - ألومنيت 2017 ‏ - فريق سنويب للسيدات 2017 ‏ - EF Education–Tibco–SVB ‏ - Team Virtu Cycling Women ‏ - Ceratizit Pro Cycling ‏ - Pro Cycling Team Fanini ‏ - فريق تايلاند لركوب الدراجات للسيدات ‏ - توب قيرلز فسى برتولو 2017 ‏ - UnitedHealthcare Pro Cycling (women's team) ‏ - فالكار بي بي إم 2017 ‏ - DNA Pro Cycling ‏ - Weber La Segunda Ladies Power Team ‏ - Wiggle High5 Pro Cycling ‏ - ليف ريسينغ ‏ |  |
| |  |

## السباقات
| طواف العالم للدراجات للسيدات | طواف العالم للدراجات للسيدات | طواف العالم للدراجات للسيدات              | طواف العالم للدراجات للسيدات | طواف العالم للدراجات للسيدات | طواف العالم للدراجات للسيدات           | طواف العالم للدراجات للسيدات | طواف العالم للدراجات للسيدات |
| التاريخ                      | #                            | السباق                                    | الفائز                       | الثاني                       | الثالث                                 |                              |                              |
| ---------------------------- | ---------------------------- | ----------------------------------------- | ---------------------------- | ---------------------------- | -------------------------------------- | ---------------------------- | ---------------------------- |
| 4 مارس                       | 1                            | ستراد بينك للسيدات                        | إليسا ونغو بورغيني           | Katarzyna Niewiadoma         | Lizzie Deignan                         | إليسا ونغو بورغيني           |                              |
| 11 مارس                      | 2                            | روند فان درينثي كأس العالم                | أمالي ديديريكسن              | إيلينا سيتشيني               | لوسيندا براند                          | إليسا ونغو بورغيني           |                              |
| 19 مارس                      | 3                            | تروفيو ألفريدو بيندا كومون دي سيتيجليو    | Coryn Rivera                 | أرلينيس سيرا                 | سيسيلي أوتوب لودفيغ                    | إليسا ونغو بورغيني           |                              |
| 26 مارس                      | 4                            | غنت-وفلجم للسيدات                         | Lotta Lepistö                | جولين ديهور                  | Coryn Rivera                           | إليسا ونغو بورغيني           |                              |
| 2 أبريل                      | 5                            | طواف فلاندرز للسيدات                      | Coryn Rivera                 | غراسي إلفن                   | Chantal Blaak                          | Coryn Rivera                 |                              |
| 16 أبريل                     | 6                            | سباق أمستل الذهبي للسيدات                 | أنا فان دير بريغين           | Lizzie Deignan               | Katarzyna Niewiadoma أنيميك فان فليوتن | Coryn Rivera                 |                              |
| 19 أبريل                     | 7                            | فليش والون للسيدات                        | أنا فان دير بريغين           | Lizzie Deignan               | Katarzyna Niewiadoma                   | Coryn Rivera                 |                              |
| 23 أبريل                     | 8                            | لييج-باستون-لييج للسيدات                  | أنا فان دير بريغين           | Lizzie Deignan               | Katarzyna Niewiadoma                   | أنيميك فان فليوتن            |                              |
| 05 – 07 مايو 2017            | 9                            | طواف جزيرة تشونغ مينغ سباق المرحلة        | جولين ديهور                  | كيرستن وايلد                 | كلو هوسكينغ                            | أنيميك فان فليوتن            |                              |
| 11 – 14 مايو 2017            | 10                           | طواف أمجين كاليفورنيا - للسيدات           | أنا فان دير بريغين           | كاتي هال                     | أرلينيس سيرا                           | أنا فان دير بريغين           |                              |
| 07 – 11 يونيو 2017           | 11                           | طواف السيدات                              | Katarzyna Niewiadoma         | كريستين ماجروس               | هانا بارنز                             | Katarzyna Niewiadoma         |                              |
| 30 يونيو – 09 يوليو 2017     | 12                           | طواف إيطاليا للسيدات                      | أنا فان دير بريغين           | إليسا ونغو بورغيني           | أنيميك فان فليوتن                      | أنا فان دير بريغين           |                              |
| 20 – 22 يوليو 2017           | 13                           | سباق لو تور دو فرانس 2017                 | أنيميك فان فليوتن            | Lizzie Deignan               | إليسا ونغو بورغيني                     | أنا فان دير بريغين           |                              |
| 29 يوليو                     | 14                           | رايد لندن الكلاسيكي                       | Coryn Rivera                 | Lotta Lepistö                | ليزا برينور                            | أنا فان دير بريغين           |                              |
| 11 أغسطس                     | 15                           | أوبن دي سويد فارجاردا - سباق الزمن للفرق ‏ | Boels Dolmans                | Cervélo Bigla                | Canyon Sram Racing                     | أنا فان دير بريغين           |                              |
| 13 أغسطس                     | 16                           | أوبن دي سويد فارجاردا - سباق الطريق       | Lotta Lepistö                | ماريان فوس                   | ليا كيرشمان                            | أنا فان دير بريغين           |                              |
| 17 – 20 أغسطس 2017           | 17                           | طواف النرويج للسيدات                      | ماريان فوس                   | ميغان غوارنير                | Ellen van Dijk                         | أنا فان دير بريغين           |                              |
| 26 أغسطس                     | 18                           | جي بي دي بلواي                            | Lizzie Deignan               | بولين فيرون-برفوت            | سارة روي                               | أنا فان دير بريغين           |                              |
| 29 أغسطس – 03 سبتمبر 2017    | 19                           | هولاند ليديز تور                          | أنيميك فان فليوتن            | أنا فان دير بريغين           | Ellen van Dijk                         | أنا فان دير بريغين           |                              |
| 10 سبتمبر                    | 20                           | سباق سيراتزيت تشالنج                      | جولين ديهور                  | Coryn Rivera                 | روكسان فورنييه                         | أنا فان دير بريغين           |                              |